# Cultura d'Andorra

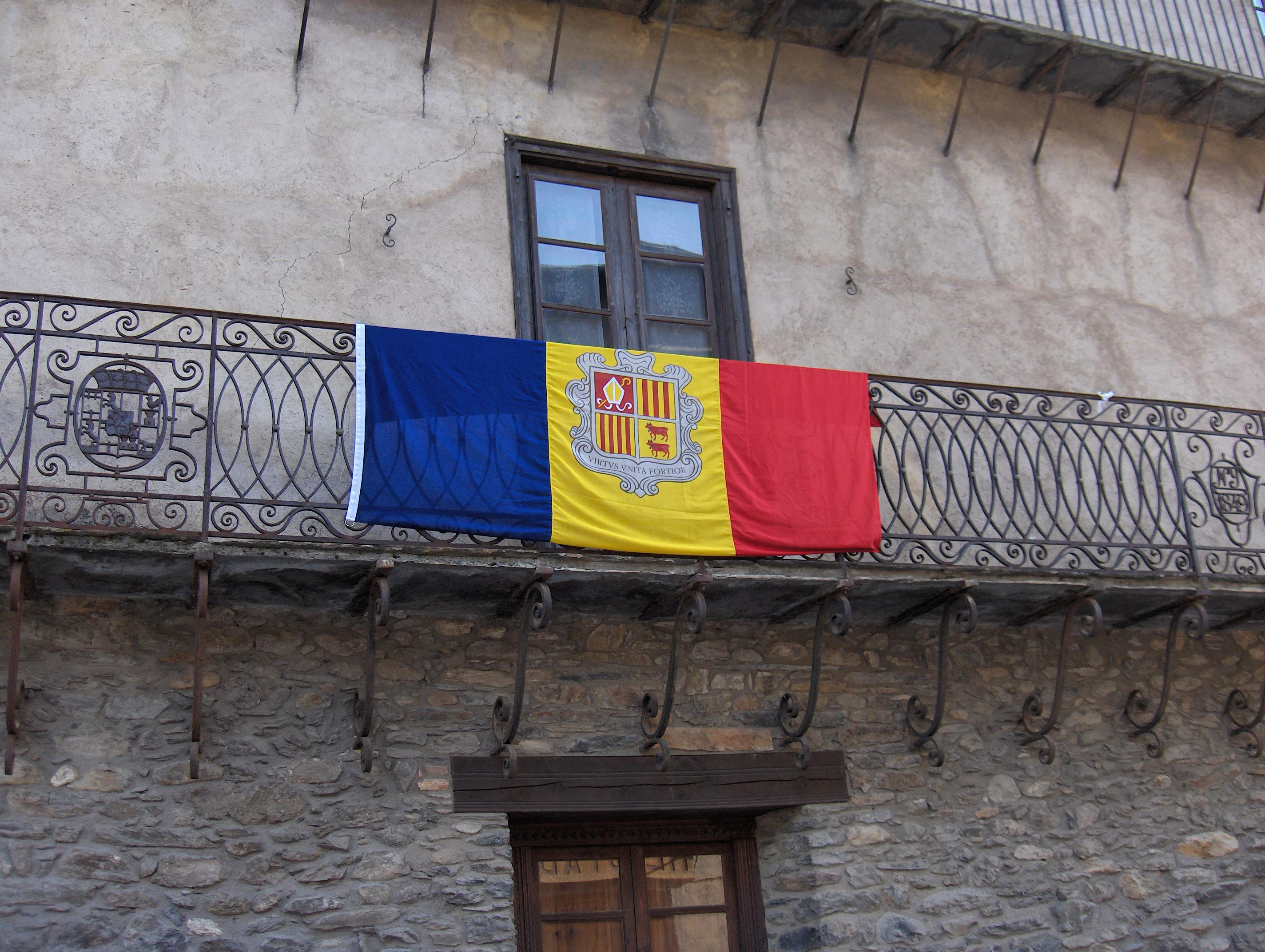
Una bandera andorrana penja d'un balcó a Ordino.

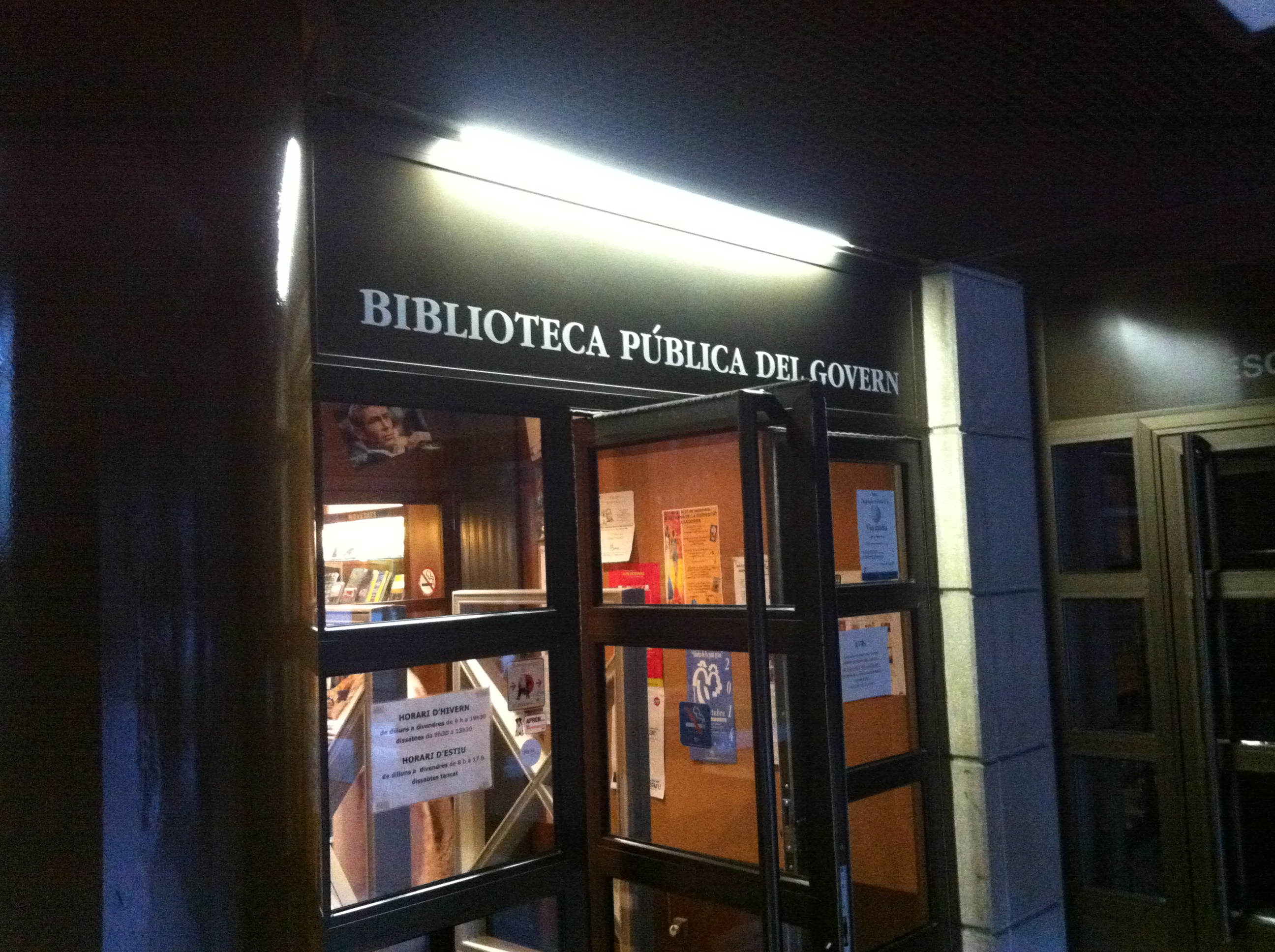
Biblioteca Pública del Govern d'Andorra

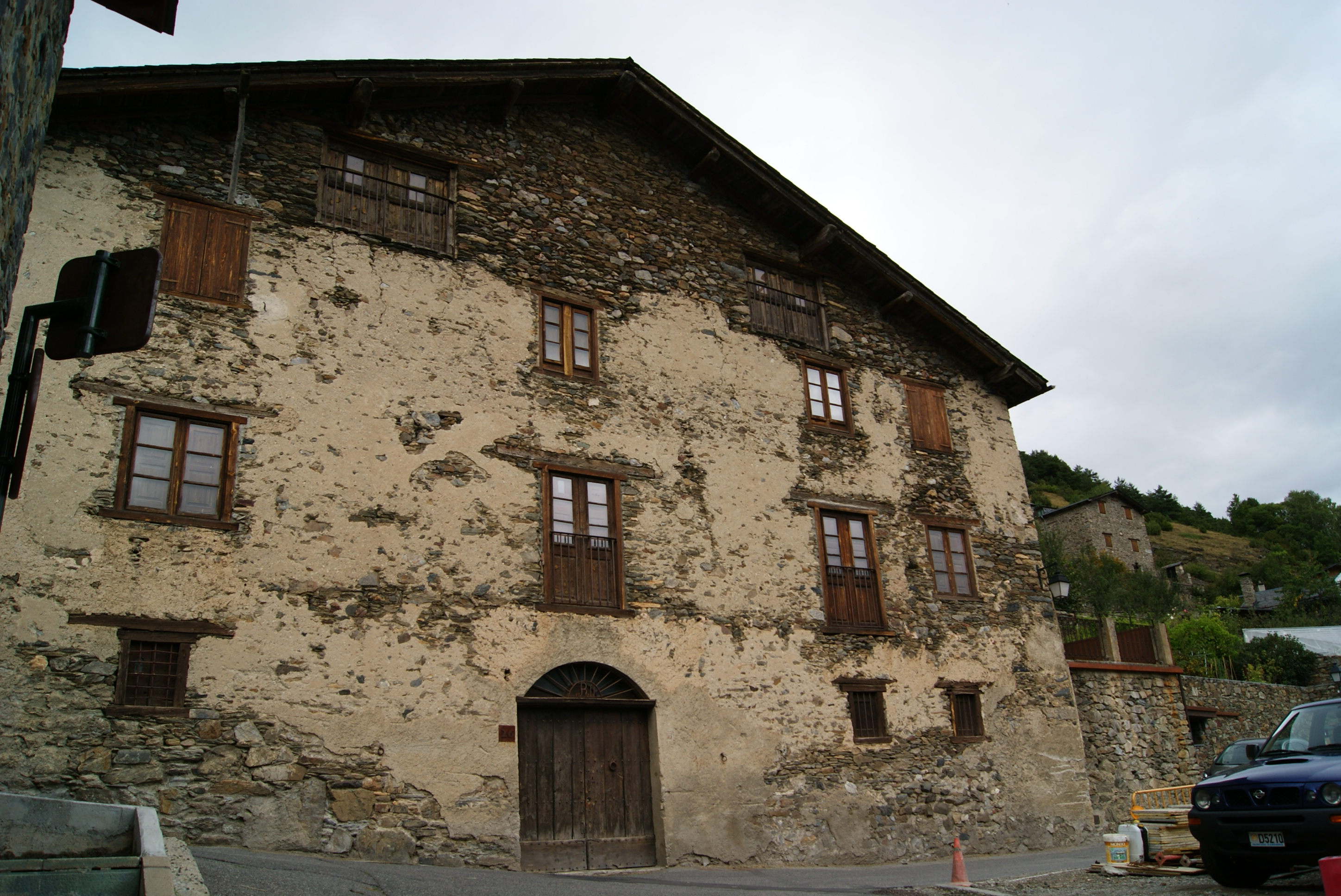
Museu Casa Rull

La cultura d'Andorra és essencialment catalana, car la població nadiua del país és de parla catalana. Tanmateix, Andorra ha contribuït de manera significativa i fàcilment identificable al patrimoni cultural català en general.

## Art
Una part del patrimoni artístic originat a Andorra es troba a museus estrangers, com és el cas del Museo del Prado i el Museu d'Art Contemporani de Barcelona. Aquestes van ser traslladades del país durant la primera meitat del segle xx.

## Literatura
Michèle Gazier i Albert Villaró i Boix són dos autors coneguts a Catalunya i la regió que provenen d'Andorra. Ricard Fiter, un altre escriptor andorrà famós, fou ambaixador de l'estat al Consell d'Europa. La tradició literària d'Andorra es remunta a molt abans del segle XX. El 1748, l'ordinenc Antoni Fiter i Rossell escrigué un llibre sobre la història del país titulat Manual digest de las valls neutras de Andorra, en el qual descrivia els aspectes històrics i legals d'Andorra.

## Música
Andorra té una orquestra de cambra dirigida pel violinista Gerard Claret i celebra un conegut concurs internacional de cant que compta amb el suport de Montserrat Caballé. Andorra debutà al Festival de la Cançó d'Eurovisió l'any 2004, cosa que suscità l'atenció dels mitjans de comunicació catalans en ser la primera cançó en català al festival. La cançó fou eliminada a les semifinals, igual que a les dues edicions següents. El 2009 Andorra també fou eliminada a les semifinals.
L'esdeveniment cultural més important d'Andorra és el festival internacional de jazz d'Escaldes-Engordany on han tocat artistes de renom mundial com ara Miles Davis, Fats Domino i B.B. King.

## Dansa
Danses típiques com ara la marratxa i el contrapàs són especialment populars a festivitats com ara la Diada de Sant Jordi, durant la qual es regalen llibres i roses; la Nit de Sant Joan, que commemora Sant Joan i el solstici d'estiu; i la festa de Sant Esteve, sant patró d'Andorra la Vella. Els andorrans solen celebrar les festivitats amb alegria i renou.

## Gastronomia
La cuina andorrana té característiques força semblants amb els veïns de la Cerdanya i l'Alt Urgell. La gastronomia del Principat és principalment catalana, si bé ha adoptat altres elements de les cuines francesa i italiana, com ara el costum d'emprar salses amb el peix i la carn, i l'ús de pasta. És una cuina basada en la cansalada, el peix, la carn - conill, cabrit i xai - les verdures, els cereals i els fruits del bosc.
Alguns plats típics són l'allioli de codony, l'ànec amb pera d'hivern, el cabrit al forn amb picada de fruits secs, la coca massegada, l'escudella de pagès o barrejada, el conill amb tomàquet, el xai rostit i la truita de riu a l'andorrana; per a beure, el vi calent i cremat; altres plats són habituals a comarques de muntanya de Catalunya, com el trinxat, els cargols a la llauna, l'arròs amb bolets, i el brossat.

## Mitjans de comunicació
La constitució andorrana garanteix la llibertat de premsa. Hi ha dos diaris: el Diari d'Andorra i El Periòdic d'Andorra. La cadena pública de televisió és Ràdio i Televisió d'Andorra. La cadena de ràdio pública Radio Nacional d'Andorra coexisteix amb la cadena privada Ràdio Valira.
Les xarxes socials també han protagonitzat un paper fonamental en la cultura andorrana.